# Die Andere und ich
Die Andere und ich ist ein Hörspiel von Günter Eich, das am 3. Februar 1952 vom SDR unter der Regie von Cläre Schimmel gesendet wurde. Drei Tage darauf kam Gustav Burmesters Inszenierung im NWDR. 1953 wurden beide Produktionen mit dem Hörspielpreis der Kriegsblinden prämiert.

## Rahmenerzählung
In dem Fall konstituiert die Figuren-Konstellation im Hörspiel-Titel die Form: Eine Episode aus dem Leben der betuchten Ich-Erzählerin Ellen Harland aus Washington, seit 1930 mit dem  Ministerialbeamten John Harland verheiratet, rahmt die Geschichte. Zusammen mit ihrem Gatten John und den beiden Kindern Lissy und Bob am 5. August 1951 im PKW auf dem Wege von Venedig nach Florenz, setzt Ellen an ihrem 41. Geburtstag einen Abstecher nach Porto Garibaldi durch. Auf der Fahrt zu diesem kurzen Bade-Stopp an der Adria blickt Ellen nahe bei der an einer Lagune liegenden Ortschaft Comacchio in die Augen einer alten Frau am Wege. Ellen ist es so, als würde der Blick erwidert. Während des Schwimmens im Meer dann wäre Ellen um ein Haar ertrunken. In jenem kritischen Moment der Begegnung mit dem Tode muss Ellen an jene alte Frau am Wege denken. Mehr noch – in diesem Augenblick durchlebt Ellen auf wundersame Weise das Dasein dieser Frau komplett vom Anfang bis zum Ende.
Das eben genannte Durchleben stellt die Binnenerzählung dar. Ellen leitet jeden Unterabschnitt, in dem sie als Fischersfrau Camilla in ärmlichsten Verhältnissen in Comacchio lebt, mit einem Erzählerkommentar ein (leicht erkenntlich an der Regieanweisung „Raumlos“).
Als Ellen wieder aus der gelegentlich todbringenden See lebend auftaucht, wollen ihre drei Angehörigen die Fahrt nach Florenz bald fortsetzen. Doch zuvor sucht Ellen die Fischerhütte Camillas in Comacchio auf. Die alte Frau, verstorben, liegt aufgebahrt in ihrer Behausung.

## Binnenerzählung
Camillas Mutter stellt die Ähnlichkeit Ellens mit ihrer Tochter fest und wundert sich über den amerikanischen Besuch, der Camillas Kleid trägt. Ellen wird in Camillas Jugendjahre versetzt (Günter Eich geht mit personalen Identitäten großzügig um; vollführt Zeitsprünge über Jahrzehnte). Die Mutter Camillas will der Tochter Ellen/Camilla einreden, der alte Fischer Giovanni Foscolo sei eine gute Partie. Die Familie wäre durch das Opfer der Tochter aus dem Gröbsten heraus. Auch Ellen/Camillas Vater tutet in dasselbe Horn. Kürzen wir im Folgenden Ellen/Camilla mit Camilla ab: Gehorsam folgt Camilla dem elterlichen Wunsch. Die Ehe mit dem bejahrten Witwer „zwischen Salztonnen und Fischkadavern“ ist naturgemäß nicht glücklich, obwohl Camilla von den Mädchen in  Comacchio beneidet wird. Giovanni Foscolo besitzt drei Boote und ein Haus. Nach amerikanischem Maß ist der Gatte ein Bettler. Giovanni beschäftigt den jungen Fischerknecht Carlo. Camilla lässt sich mit dem fünf Jahre Jüngeren ein und bekommt von ihm vier Kinder: Antonio, Umberto, Lidia und Filomena. Giovanni stirbt auf stürmischer See. Camilla und Carlo heiraten. Der neue Gatte erweist sich als Trinker, gesteht seiner Frau Camilla, er habe Giovanni umgebracht und erhängt sich im Jahr 1930.
Die Jahre gehen dahin. Der Sohn Antonio will kein Fischer werden und arbeitet in der Lederfabrik in Ferrara. Lieblingssohn Antonio bestiehlt die Mutter, weil er das Geld für seine Freundin und sich braucht. 1940 wird der inzwischen 19-Jährige zur Marine eingezogen. Antonio desertiert und fällt als Partisan. Seine Frau Maria zieht mit der Enkelin zu Camilla. Umberto fährt zur See und wird vermisst. Lidia heiratet in Ferrara einen Gemüsehändler. Filomena hat keinen Mann. Ihre kleine Tochter übergibt sie Camilla und geht nach Ferrara zurück. Camilla arbeitet weiter in Comacchio in der Fischverarbeitung.

## Produktionen
- 3. Februar 1952, SDR, Regie: Cläre Schimmel, Musik: Rolf Unkel. Es sprachen Edith Heerdegen die Ellen/Camilla, Harald Baender den John, Hans Günther Gromball den Bob, Ingeborg Engelmann die Lissy, Erich Ponto den Vater, Elsa Pfeiffer die Mutter, Hans Mahnke den Giovanni, Gerd Fürstenau den Carlo, Rolf Schimpf den Antonio, Horst Zeller den Antonio als Kind und Christa Hoffmann die Filomena.[3]
- 1952, HR, Regie: Oswald Döpke. Es sprachen John: Hans Georg Laubenthal, Bob: Hans Joachim Horn, Giovanni: Kurt Ebbinghaus, Carlo: Wolfgang Wahl, Vater: Wolfgang Schirlitz, Herr: Werner Viethoff, Antonio: Matthias Fuchs, Antonio als Kind: Jürgen Lang, Umberto: Dieter Henkel, Ellen bzw. Camilla: Inge Birkmann, Lissy: Ingrid Resch,[4]
- 6. Februar 1952, NWDR, Regie: Gustav Burmester, Musik: Johannes Aschenbrenner. Es sprachen Gisela von Collande die Ellen, Hans Paetsch den John, Manfred Lotsch den Bob, Ingrid Andree die Lissy, Hilde Krahl die Camilla, Eduard Marks den Giovanni, Wolfgang Wahl den Carlo, Herbert A. E. Böhme den Vater, Martina Otto die Mutter, Hardy Krüger den Antonio, Hubert Fichte den Umberto, Charlotte Joeres die Lidia und Inge Windschild die Filomena.[5]

## Selbstzeugnis
Ein Hörspiel müsse nicht realistisch sein. Günter Eich habe gern mit einer Form wie dem Hörspiel experimentiert.

## Rezeption
- Die Fabel sei einfach wie bei Tolstoi.[7]
- Die Nächstenliebe werde thematisiert. Genauer, es geht um die Frage: Wie sollte der Reiche mit dem Armen umgehen?[8]
- Zur oben erwähnten Begegnung Ellens mit dem Tod im Meer bemerkt Jens, die Schwimmerin erlebe das in der „Binnenerzählung“ Skizzierte, nachdem sie den „Grat zwischen Diesseits und Jenseits“[9] überschritten habe. Und zur Form meint Jens, Günter Eich meide traditionelle Erzähltechniken und erreiche seine Wirkung durch quasi gleichzeitiges Bewegen auf mehr als einer Ebene.[10]
- Günter Eich sei am oben genannten 5. August 1951 am Ort der Handlung gewesen.[11] Oppermann geht auf den irritierten Hörer ein.[12] Der Versuch Ellens, die Welt mit Camillas Augen zu sehen[13], laufe auf literarisches Verstehen hinaus. Letzteres gehe von Ellen aus.[14] Zudem fasst Oppermann die Begegnung Ellens mit Camilla als Auseinandersetzung mit dem Tode auf.[15]
- Der Autor habe sich mit dem Wesen der Realität auseinandergesetzt. Das Leben der wohlhabenden Amerikanerin Ellen werde durch die Lebenserfahrung als arme Fischersfrau Camilla bereichert.[16]
- Zur „Blickverschiebung“ der Ich-Erzählerin: In ihrem „Ohnmachtstraum“ während des Schwimmens in der Adria mache Ellen „Persönlichkeitswechsel“ durch. „Wert- und Lebensvorstellungen“ des Bürgertums würden in Frage gestellt.[17]
- Die Binnenerzählung bestehe aus „traumatischen Episoden“.[18]
- Wagner[19] gibt für die beiden Produktionen unter anderen folgende Äußerungen an: Hans Georg Bonte am 13. Februar 1952 in der „Neuen Zeitung“, ein Anonymus am 25. Februar 1952 im „Evangelischen Pressedienst/Kirche und Rundfunk“ („Die Communio im Leiden“), G. Brechter am 18. April 1952 im „Rheinischen Merkur“, Erwin Wickert in der „FAZ“ vom 23. Februar 1953, Kurt Weigand am 21. April 1954 in der FAZ, Klaus Peter Lischka am 16. Dezember 1958 in der „Neuen Württembergischen Zeitung“, Joachim Kaiser am 22. Juni 1961 in der „SZ“ und Friedrich Wilhelm Hymmen in einer Sendung auf hr2 vom 4. Oktober 1981.
- Stepath[20] betrachtet die homodiegetische Erzählposition Ellens.

### Erstausgabe
- Günter Eich: Die Andere und ich. Erzählung für den Rundfunk. Europäische Verlagsanstalt, Frankfurt am Main 1956. 52 Seiten

### Ausgaben
- Günter Eich: Stimmen. Sieben Hörspiele: Die Andere und ich. Allah hat hundert Namen. Das Jahr Lazertis. Die Mädchen aus Viterbo. Zinngeschrei. Festianus, Märtyrer. Die Brandung vor Setúbal. Suhrkamp, Frankfurt am Main 1958. 373 Seiten
- Günter Eich: Fünfzehn Hörspiele. (Geh nicht nach El Kuwehd. Träume. Sabeth. Die Andere und ich. Blick auf Venedig. Der Tiger Jussuf. Meine sieben jungen Freunde. Die Mädchen aus Viterbo. Das Jahr Lazertis. Zinngeschrei. Die Stunde des Huflattichs. Die Brandung vor Setúbal. Allah hat hundert Namen. Festianus, Märtyrer. Man bittet zu läuten) Suhrkamp, Frankfurt am Main 1966 (Reihe: Die Bücher der Neunzehn, Bd. 136), 598 Seiten

### Verwendete Ausgabe
- Günter Eich: Die Andere und ich (1951/1958). S. 595–636 in: Karl Karst (Hrsg.): Günter Eich. Die Hörspiele I. in: Gesammelte Werke in vier Bänden. Revidierte Ausgabe. Band II. Suhrkamp, Frankfurt am Main 1991, ohne ISBN

### Sekundärliteratur
- Heinz Schwitzke (Hrsg.): Reclams Hörspielführer. Unter Mitarbeit von Franz Hiesel, Werner Klippert, Jürgen Tomm. Reclam, Stuttgart 1969, ohne ISBN, 671 Seiten
- Günter Eich: Rede vor den Kriegsblinden. (1953) S. 21–24 in Susanne Müller-Hanpft (Hrsg.): Über Günter Eich. Suhrkamp, Frankfurt am Main 1970 (edition suhrkamp 402), 158 Seiten, ohne ISBN
- Heinz Piontek: Anruf und Verzauberung. Das Hörspielwerk Günter Eichs. (1955) S. 112–122 in Susanne Müller-Hanpft (Hrsg.): Über Günter Eich. Suhrkamp, Frankfurt am Main 1970 (edition suhrkamp 402), 158 Seiten, ohne ISBN
- Walter Jens: Nachwort zu Günter Eichs »Die Mädchen aus Viterbo«. (1958) S. 123–128 in Susanne Müller-Hanpft (Hrsg.): Über Günter Eich. Suhrkamp, Frankfurt am Main 1970 (edition suhrkamp 402), 158 Seiten, ohne ISBN
- Michael Oppermann: Innere und äußere Wirklichkeit im Hörspielwerk Günter Eichs. Diss. Universität Hamburg 1989, Verlag Reinhard Fischer, München 1990, ISBN 3-88927-070-0
- Sabine Alber: Der Ort im freien Fall. Günter Eichs Maulwürfe im Kontext des Gesamtwerkes. Diss. Technische Universität Berlin 1992. Verlag Peter Lang, Frankfurt am Main 1992 (Europäische Hochschulschriften. Reihe I, Deutsche Sprache und Literatur, Bd. 1329), ISBN 3-631-45070-2
- Wilfried Barner (Hrsg.): Geschichte der deutschen Literatur. Band 12: Geschichte der deutschen Literatur von 1945 bis zur Gegenwart. C. H. Beck, München 1994, ISBN 3-406-38660-1
- Sigurd Martin: Die Auren des Wort-Bildes. Günter Eichs Maulwurf-Poetik und die Theorie des versehenden Lesens. Diss. Universität Frankfurt am Main 1994. Röhrig Universitätsverlag, St. Ingbert 1995 (Mannheimer Studien zur Literatur- und Kulturwissenschaft, Bd. 3), ISBN 3-86110-057-6
- Hans-Ulrich Wagner: Günter Eich und der Rundfunk. Essay und Dokumentation. Verlag für Berlin-Brandenburg, Potsdam 1999, ISBN 3-932981-46-4 (Veröffentlichungen des Deutschen Rundfunkarchivs; Bd. 27)
- Katrin Stepath: Gegenwartskonzepte. Eine philosophisch-literaturwissenschaftliche Analyse temporaler Strukturen. Königshausen & Neumann, Würzburg 2006, ISBN 978-3-8260-3292-9